# Birgi
Birge o Birgi (antiga Bergi o Birki) és una vila de Turquia a la vall del Küçük Menderes, districte d'Ödemiş, Província d'Esmirna.
És el lloc de la clàssica Atós Ierón (Δτός Ιερόν), a Lídia. Els grecs l'anomenaren Khriotúpolis (Χριοτούπολις), i més tard Pyrghíon (Πνργίον). Era un bisbat depenent d'Efes que fou erigit en seu metropolitana en una data entre el 1193 i 1199, però va perdre aquesta condició el 1387 retornant a la dependència d'Efes. El 1304 els catalans de Roger de Flor hi van obtenir una victòria sobre els turcs i van saquejar la ciutat, però quan els catalans van marxar va passar a Aydın i d'aquest emirat als otomans (1391) amb una breu reconquesta d'Aydın (1402-1425). Va quedar força damnada per les lluites entre grecs i turcs de 1921 i 1922. El 1945 tenia 2.150 habitants. Ha estat proposat per ser inclosa al catàleg de patrimoni de la humanitat per la UNESCO en 2012.